# Michael Schmitter
Michael Schmitter (* 1960 in München) ist ein deutscher Schauspieler.

## Leben
Nach dem Schulabschluss absolvierte er zunächst eine Ausbildung zum Landwirt. Danach absolvierte er bis 1988 eine Schauspielausbildung an der Hochschule für Musik und Darstellende Kunst in Saarbrücken. Seither stand er für zahlreiche Theaterengagements auf der Bühne, beispielsweise in Theaterstücken wie Was ihr wollt, Tartuffe, Nathan der Weise, Ödipus auf Kolonos oder Mein Kampf.
Seit 2005 wirkte Schmitter auch in mehreren Filmen und Fernsehserien mit. Von Januar 2009 (Folge 1207) bis September 2012 (Folge 1398) spielte Schmitter den Allgemeinmediziner Dr. Ernesto Stadler in der WDR-Fernsehserie Lindenstraße.
Schmitter lebt mit seiner Frau und den beiden Kindern in Freiburg im Breisgau.

## Filmografie
- 2005: Tell (Kurzfilm)
- 2007: Dahoam is Dahoam (Fernsehserie, 2 Folgen)
- 2008: Der Hurensohn (Kurzfilm)
- 2009–2012: Lindenstraße (Fernsehserie, 191 Folgen)
- 2009: Marie Brand und das mörderische Vergessen (Fernsehreihe)
- 2010: Wiedersehen mit einem Fremden
- 2013: SOKO Köln (Fernsehserie, 1 Folge)
- 2013: Kommissar Stolberg (Fernsehserie, 1 Folge)
- 2014: Living Earth (Kurzfilm)
- 2014–2023: Tiere bis unters Dach (Fernsehserie, 4 Folgen)
- 2017: Wann endlich küsst Du mich?
- 2019: Labaule & Erben (Miniserie)
- 2020: WaPo Bodensee (Fernsehserie, 1 Folge)
- 2025: Tatort: Die große Angst (Fernsehreihe)

## Theaterengagements
- 1988–1990: Residenztheater München
- 1990–1995: Deutsches Theater Göttingen
- 1995–2000: Theater Freiburg
- 2000–2006: Nationaltheater Mannheim
- 2007: Schauspiel Frankfurt
- 2008: Kreuzgangspiele Feuchtwangen
- 2008: E-Werk Freiburg
- 2009: Theater Panoptikum
- 2009: Berliner Ensemble
- 2011: Wuppertaler Bühnen